# 薬剤性再生不良性貧血
薬剤性再生不良性貧血（やくざいせいさいせいふりょうせいひんけつ、drug induced aplastic anemia）は、再生不良性貧血の中でも、薬剤により後天的に引き起こされるものを指す。

## 薬剤が再生不良性貧血を引き起こす機序
再生不良性貧血の発症自体が人口100万人あたり年間5人程度であり、そのうち医薬品に起因するものはさらに少数で研究材料に乏しい。また研究も細胞免疫の観点から行うのが主流である。したがって再生不良性貧血の発症と種々の医薬品との因果関係や発症機序については不明な点が多い。
発症のパターンとしては投与量に依存性のタイプと、用量非依存性のタイプがある。用量依存性のパターンでは細胞毒性によって発症が引き起こされ、非依存性のパターンでは特殊なアレルギー反応によって引き起こされると考えられている。用量依存性のものは可逆的に回復するが、非依存性のものは不可逆的変化であり、十分な治療が行われなければ予後不良であることが分かっている。
非依存性のパターンでは投与量、投与期間に関係なく突発的に発症するため、治療計画を立てることが難しい。発症機序がよく研究されているクロラムフェニコールでは、両方の機序が関与していると考えられている。また、同じ医薬品を投与されても特定の個人のみで発症する場合もあり、その理由は明らかではなく、可能性としてヒト白血球抗原や薬物代謝酵素の遺伝子多型といった遺伝的素因が考えられている。

## 再生不良性貧血を引き起こす主な薬剤
- 抗悪性腫瘍剤：6-メルカプトリン、アクチノマイシンD等
- 合成抗菌剤：ST合剤、スルファメチゾール等
- 抗生物質：クロラムフェニコール等
- 精神神経用剤：チオリダジン、ペルフェナジン、クロルプロマジン等
- 精神病用剤：クロルプロパミド、トルブタミド等
- 抗リウマチ剤：ペニシラミン、メトトレキサート等
- H2ブロッカー：シメチジン、ファモチジン等
- 痛風治療剤：アロプリノール等

## 治療方法
薬剤性再生不良性貧血による治療で最も重要なことは、疑わしい医薬品の服用を直ちに中止することであり、同時に強力な支持療法を血球減少の程度に応じて開始することである。貧血に対する赤血球輸血については、ヘモグロビン値を7g/dl以上に保ち、血小板数が5000μ/l以下または鼻出血などの粘膜出血がある場合には、血小板輸血を行う。重症感染症の合併がみられた場合は、適切な抗生物質、抗真菌薬を投与するとともに、好中球数が500/μl以下であれば、G-CSFの投与も考慮する。医薬品の投与中止後4週間たっても造血の回復傾向が見られない場合には、他の原因による再生不良性貧血と同様に、造血幹細胞移植、免疫抑制療法、蛋白同化ホルモンによる治療も考慮する。

## メトトレキサートと再生不良性貧血
最近では、低用量メトトレキサートが関節リウマチの治療薬として広く用いられており、メトトレキサートに起因する汎血球減少が注目されている。Limらは、1999年から2004年までに25例のメトトレキサートによる汎血球減少を経験し、そのうち5例が敗血症により死亡したことを報告している。日本でも、汎血球減少を起こした原因医薬品として副作用が報告されている原因医薬品のうちではメトトレキサートが最も多くなっている。
メトトレキサートによって汎血球減少をきたすリスクファクターとしては
- 腎不全の合併
- 葉酸欠乏
- 高齢
- 低蛋白血症
- プロトンポンプインヒビターや利尿薬の併用

などが挙げられている。